# USS Randolph (CV-15)
«Рендольф» (англ. USS Randolph (CV-15)) — важкий ударний авіаносець США періоду Другої світової війни типу «Ессекс», довгопалубний підтип. Названий на честь політичного діяча Пентона Рендольфа (англ. Peyton Randolph). Це був другий корабель з такою назвою у флоті США.

## Історія створення
Авіаносець «Рендольф» був закладений 10 травня 1943 року на верфі Newport News Shipbuilding у місті Ньюпорт-Ньюс, штат Вірджинія. Спущений на воду 28 червня 1944 року, вступив у стрій 9 жовтня 1944 року.

## Історія служби

### Друга світова війна
Після вступу в стрій та тренувального плавання 18 січня 1945 року «Рендольф» з авіагрупою CVG-12 увійшов до складу 5-го флоту. Брав участь в ударах по Токіо, Йокогамі, брав участь у висадці десанту на Іодзіму (11.02-02.03.1945).
11 березня 1945 року під час стоянки в бухті атола Уліті «Рендольф» був пошкоджений влучанням камікадзе, який пробив політну палубу у кормовій частині. Проте пошкодження виявились не дуже серйозними, і після ремонту, який тривав до початку квітня, авіаносець повернувся у стрій.
Після ремонту «Рендольф» брав участь в битві за Окінаву (08.04-13.06.1945). З початку липня 1945 року діяв з авіагрупою CVG-16 на борту, з якою завдавав ударів по Токіо, Кобе, Наґої, Куре, Майдзуру, острову Хоккайдо (10-18.07.1945, 24-30.07.1945, 09-15.08.1945).
За час війни літаки з «Рендольф» збили 151 японський літак.

### Післявоєнна служба

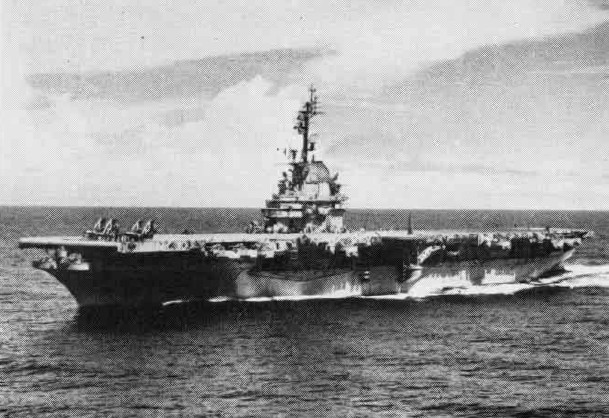
Авіаносець «Рендольф» після модернізації за програмою SCB27

Після закінчення бойових дій авіаносець перевозив американських солдатів та моряків на батьківщину (операція «Magic Carpet»).
25 лютого 1948 року авіаносець був виведений в резерв.
З червня 1951 року по липень 1953 року авіаносець пройшов модернізацію за програмою SCB-27, під час якої була посилена політна палуба та збільшена вантажопідйомність ліфтів для використання нових реактивних літаків, встановлені нові, потужніші парові катапульти та аерофінішери. 1 жовтня 1952 року «Рендольф» був перекласифікований в ударний авіаносець CVA-15.
У 1954 році авіаносець діяв у Середземному морі. Під час шторму в Північній Атлантиці була серйозно пошкоджена політна палуба, і корабель вирушив на ремонт. З серпня 1955 року по лютий 1956 року авіаносець пройшов модернізацію за програмою SCB-125, внаслідок якої отримав кутову палубу.
Під час Суецької кризи у жовтні-листопаді 1956 року «Рендольф» разом з авіаносцем «Корал Сі» перебував поблизу берегів Єгипту, здійснюючи «демонстрацію сили».
31 березня 1959 року «Рендольф» був перекласифікований в протичовновий авіаносець CVS-15. У травні 1959 року на авіаносці внаслідок короткого замикання сталась пожежа, внаслідок якої 1 людина загинула, 2 були поранені.
У 1961 році авіаносець пройшов модернізацію за програмою FRAM. У червні 1961 року «Рендольф» разом з авіаносцями «Інтрепід» та «Шангрі-Ла» перебував поблизу узбережжя Домініканської Республіки після перевороту у цій країні.
Під час Карибської кризи авіаносець брав участь в морській блокаді Куби.
У 1964 році під час підйому літака з ангара відламався та впав у море правий кормовий ліфт. При цьому був проламаний борт та обірвані електрокабелі. Але пожежу, що виникла внаслідок короткого замикання, вдалось швидко погасити.

### Участь у космічній програмі
У липні 1961 року «Рендольф» був задіяний в операції по пошуку та евакуації космічного корабля «Меркурій-4» з астронавтом Вірджилом Гріссомом.
У лютому 1962 року «Рендольф» брав участь у пошуках та евакуації корабля «Меркурій-Атлас-6» з астронавтом Джоном Гленном, який здійснив перший американський орбітальний політ.

### Завершення служби
13 лютого 1969 року авіаносець «Рендольф» був виведений в резерв. 1 липня 1973 року він був виключений зі списків флоту і у 1975 році зданий на злам.